# Clásico St. Leger
El Clásico St. Leger es la principal carrera hípica que se disputa en el Hipódromo Chile. Se realiza el último sábado de noviembre, el primer o segundo sábado de diciembre, para potrillos y potrancas de 3 años y que pone término al proceso selectivo generacional. Es un clásico condicional de Grupo 1 y es la 2.ª Etapa de la Triple Corona Nacional de la hípica chilena, junto a El Ensayo y El Derby. Además, Era La 3.ª Etapa de La Triple Corona del Hipódromo Chile. Desde el 2021 es La 4.ª Etapa de La Cuadrúple Corona del Chile, Junto al Tanteo de Potrancas, Tanteo de Potrillos, Mil Guineas, Dos Mil Guineas y El Gran Criterium-Mauricio Serrano Palma. Es llamada popularmente como "La Carrera del Año".
Esta carrera se disputó por vez primera el 25 de marzo de 1886 en el Valparaíso Sporting en una distancia de 3000 m. A partir de 1969 se comenzó a correr en el Hipódromo Chile en Santiago, inicialmente en una distancia de 2400 m hasta 1974, variando luego en 1975 a 2800 m, desde 1976 a 1981 se corrió en su distancia original, 3000 m, en 1982 y en marzo de 1983 sobre 2650 m, y desde diciembre de 1983 hasta la actualidad se corre sobre 2200 m.

## Orígenes de la carrera
Los orígenes de esta tradicional carrera están en el "St. Leger" de la hípica inglesa, carrera disputada desde 1776, que fue fundada por el Coronel Anthony St. Leger. Se extiende por 2.935 m y desde 1809 pasó a integrar la Triple Corona del turf mundial, junto con el Clásico Mil Guineas y el Clásico Dos Mil Guineas.
En Chile, la carrera se instituyó en honor al Coronel St. Leger, corriéndose en una distancia similar a la de su homónima inglesa. Sin lugar a dudas, en un principio esta prueba no tuvo continuidad ya que no hubo caballos que se inscribieran para correrla. En 1886, cuando la ganó "Cachapoal II" solo había 16 caballos de 3 años corriendo. Las carreras en Santiago eran cortas y con mejores premios. El riesgo del viaje y los 3000 m eran cosa seria, razón por la que en el siglo XIX no se realizó esta carrera en 11 oportunidades. Solo a partir de 1900 en adelante la carrera se realizó continuamente.

## Fecha de la carrera
Desde 1983 esta tradicional competencia se desarrolla en diciembre de cada año.

## Semana del St Leger
El sábado anterior a la disputa de la carrera se da por iniciada la "Semana del St Leger". En dicha ocasión al finalizar la reunión de carreras, el jinete ganador de la última versión vistiendo los colores del ganador, procede a izar la bandera del St Leger, a los sones de la marcha Caballería Ligera y luego de eso se daba comienzo a un espectáculo de fuegos artificiales que iluminaba la ciudad de Santiago. Posteriormente dentro de la semana se realiza el sorteo de partidas de los competidores de la carrera.
Debido a la Pandemia de enfermedad por Coronavirus, los años 2020 y 2021 solamente se realizó el tradicional izamiento de bandera del St. Leger, dejando fuera el show pirotécnico, desde el año 2022 y por decisión de las autoridades, quedo fuera el show de fuegos artificiales de forma permanente, desde ese momento solamente se hace efectivo el izamiento de bandera, sin embargo en el año 2023 se realizó un show de luces LED en la misma jornada del St. Leger por la inauguración de la nueva iluminación de la pista de carreras.

## Récords
Récord de la distancia: 
- Kay Army (2023), 2.200 en 2:15.41

Preparador con más triunfos
- 5- Juan Pablo Baeza J. (2008, 2012, 2021, 2022, 2023)

Criador con más triunfos
- 7 - Haras Figurón (1986, 1988, 1992, 1993, 1997, 1999, 2000)

Jinete con más triunfos
- 5 - Sergio Vásquez Q. (1972, 1977, 1984, 1987, 1994) (Hipódromo Chile)

Stud con más triunfos
- 4 - Stud Choapa (1961, 1963, 1964, 1974)

## Ganadores del Clásico St. Leger
| Año  | Ganador        |  | Jockey                  |  | Ganada por    | Padrillo         |  | Yegua Madre    |  |
| ---- | -------------- |  | ----------------------- |  | ------------- | ---------------- |  | -------------- |  |
| 1886 | Cachapoal      |  | Carlos M. Zavala        |  | Fácil         | Nobility         |  | Rose of York   |  |
| 1888 | Wanderer       |  | I. Quintanilla          |  | Walk - Over   | Saunterer II     |  | Princess II    |  |
| 1898 | Oro            |  | M. Ibarra               |  | 7 cuerpos     | Palmy            |  | Pascua         |  |
| 1900 | Paz            |  | S. Ibarra               |  | 4 cuerpos     | Doncaster II     |  | Encina         |  |
| 1901 | Skylark II     |  | Malaquías Toledo        |  | W.O.          | Palmy            |  | Sky            |  |
| 1902 | Roseleaf       |  | M. Toledo               |  | 10 cuerpos    | Royal Oak        |  | Palmleaf       |  |
| 1903 | Magda          |  | R. Cerda                |  | 4 cuerpos     | Stiletto         |  | Alborada       |  |
| 1904 | Pierrot        |  | Policarpo Rebolledo     |  | 2 cuerpos     | Wanderer         |  | Palta          |  |
| 1905 | Navy           |  | Martin Michaels         |  | 4 cuerpos     | Sargento         |  | Alfalfa II     |  |
| 1906 | Túnica         |  | Carlos Gray             |  | 2 cuerpos     | Gay Hermit       |  | Olimpíada      |  |
| 1907 | Alanes         |  | Carlos Gray             |  | 1/2 cuerpo    | Fatal            |  | Alhaja         |  |
| 1908 | Graciela       |  | Policarpo Rebolledo     |  | 1/2 cabeza    | Rodilard         |  | Telus          |  |
| 1909 | Burlesco       |  | Daniel Reyes            |  | 3 cuerpos     | Batt             |  | Gipsy          |  |
| 1910 | Limited        |  | Daniel Reyes            |  | 2 cuerpos     | Gonín            |  | My Luck        |  |
| 1911 | Altanero II    |  | Pedro Pablo Cancino     |  | 4 cuerpos     | Orange           |  | Alejandría     |  |
| 1912 | Brasil II      |  | Policarpo Rebolledo     |  | 1 cabeza      | Pietermaritzburg |  | Jurea          |  |
| 1913 | Old Boy        |  | Elías Carrillo          |  | 1/2 cabeza    | Oran             |  | Skylark II     |  |
| 1914 | Orozco         |  | H. Michaels             |  | 3 cuerpos     | Oviedo           |  | Bathilde       |  |
| 1915 | Chulita        |  | Policarpo Rebolledo     |  | 2 cuerpos     | Val d'Or         |  | Montaigne      |  |
| 1916 | Dorama         |  | José Miguel Baeza       |  | 1/2 cuerpo    | Celso            |  | Neva           |  |
| 1917 | Captain        |  | José Miguel Salfate     |  | 1 cabeza      | Fio              |  | Red Rose       |  |
| 1918 | Peter Pan      |  | Elías Carrillo          |  | 10 cuerpos    | Celso            |  | Neva           |  |
| 1919 | Bishop         |  | Manuel Pérez            |  | 3 cuerpos     | Barsac           |  | Bathilde       |  |
| 1920 | Glasgow        |  | J. F. Bernal            |  | Lejos         | Burgomaster      |  | Reverie        |  |
| 1921 | Hispano        |  | Manuel Verdejo          |  | 3/4 cuerpo    | Eclair II        |  | Chintz         |  |
| 1922 | Flama          |  | Heriberto Ramírez       |  | 1/2 cuerpo    | Olascoaga        |  | Madelon        |  |
| 1923 | Inflexible     |  | Heriberto Pérez         |  | Empate        | Brasil II        |  | Red Rose       |  |
| 1923 | Isabelino      |  | Andrés Molina           |  | Empate        | El Tango         |  | Isabela        |  |
| 1924 | Bombero        |  | Santos Villanueva       |  | 4 cuerpos     | Mustafa          |  | Chela          |  |
| 1925 | Buñuelito      |  | Heriberto Ramírez       |  | 5 cuerpos     | Buñuelo          |  | Picaresca      |  |
| 1926 | Anastasio      |  | Eduardo Rebolledo       |  | 8 cuerpos     | Campanazo        |  | Avanzana       |  |
| 1927 | Nirvana        |  | Carlos Guerra           |  | 1/2 cabeza    | Olascoaga        |  | Nailá          |  |
| 1928 | Tutti Frutti   |  | Julio Canales           |  | 10 cuerpos    | Sapilcon         |  | Damasca        |  |
| 1929 | Melchor        |  | Julio Canales           |  | 3/4 cuerpo    | Old Boy          |  | Dame dHonneur  |  |
| 1930 | Caloría        |  | Eduardo Rebolledo       |  | 2 cuerpos     | Campanazo        |  | Camargo        |  |
| 1931 | Freire         |  | Emilio Cáceres          |  | W.O.          | El Tango         |  | Filibus        |  |
| 1932 | Duraznito      |  | Juan Zúñiga             |  | 1 1/2 cuerpos | Salpicon         |  | Damasca        |  |
| 1933 | Heidelberg     |  | Juan Zúñiga             |  | 4 cuerpos     | Urbion           |  | Pomerania      |  |
| 1934 | Tiranía        |  | Juan Zúñiga             |  | 1 1/2 cuerpos | Maidstone        |  | Teorema        |  |
| 1935 | Sarhi          |  | Juan Zúñiga             |  | 3/4 Cuerpo    | Tagore           |  | Mary Garden    |  |
| 1936 | Palais Royal   |  | Juan Zúñiga             |  | 1/2 Cuerpo    | Nid D'Or         |  | Croacia        |  |
| 1937 | Bamboa         |  | Juan Zúñiga             |  | 1/2 Cuerpo    | Poor Chap        |  | Bonita II      |  |
| 1938 | Kuriche        |  | Agustín Gutiérrez       |  | W.O.          | Pregonero        |  | Kurichana      |  |
| 1939 | Grimsby        |  | Osvaldo Ulloa           |  | 15 cuerpos    | Poor Chap        |  | La Gitana      |  |
| 1940 | Fouché         |  | Juan Francisco Marchant |  | 3 cuerpos     | Henry Lee        |  | Frida          |  |
| 1941 | Filibustero    |  | Osvaldo Ulloa           |  | W.O.          | Isabelino        |  | Filibus        |  |
| 1942 | Star Diamond   |  | Osvaldo Ulloa           |  | 5 Cuerpos     | Signum           |  | Constelación   |  |
| 1943 | Wellington     |  | Juan Francisco Marchant |  | 1 Cabeza      | Nid D'Or         |  | Cut and Go     |  |
| 1944 | Quemarropa     |  | Emidgio Castillo        |  | 1/2 Cuerpo    | Disarmament      |  | Quemazon       |  |
| 1945 | Barranco       |  | Juan Francisco Marchant |  | 5 cuerpos     | Brick            |  | City Bell      |  |
| 1946 | Tabano         |  | Juan Francisco Marchant |  | 9 cuerpos     | Orégano          |  | Firmeza        |  |
| 1947 | Florete        |  | Juan Araya              |  | 7 Cuerpos     | Fouche           |  | Reineta        |  |
| 1948 | Mahometano     |  | Juan Francisco Marchant |  | 2 cuerpos     | Médicis          |  | Consuegra      |  |
| 1949 | Taimado        |  | Juan Cruz               |  | 5 cuerpos     | Filibustero      |  | Tatá           |  |
| 1950 | Olimpo         |  | Juan Francisco Marchant |  | 10 cuerpos    | The Font         |  | Opalina        |  |
| 1951 | Empire         |  | Juan Francisco Marchant |  | 6 cuerpos     | Bloque           |  | Emigrada       |  |
| 1952 | Liberty        |  | Rogelio Parodi          |  | 5 cuerpos     | Treble Crown     |  | Huronera       |  |
| 1953 | Biriatou       |  | Héctor Vergara          |  | 3 cuerpos     | Benavente        |  | Perfección     |  |
| 1954 | Sud África     |  | Óscar Saavedra          |  | 4 Cuerpos     | Baal II          |  | Sierra Belluda |  |
| 1955 | Chanese        |  | Luis Espinoza           |  | 1/2 Cabeza    | Hooligan         |  | La Elvira      |  |
| 1956 | Eugenia        |  | Luis Espinoza           |  | 12 cuerpos    | Brick            |  | Eos            |  |
| 1957 | Bristol        |  | Enrique Araya           |  | 3 cuerpos     | Welsh Honey      |  | Brimfull       |  |
| 1958 | Gleeful        |  | Enrique Araya           |  | 2 cuerpos     | Afghan II        |  | Glencorry      |  |
| 1959 | Tolpán         |  | Luis Espinoza           |  | 15 cuerpos    | Espace Vital     |  | Tatá           |  |
| 1960 | Zorro Veloz    |  | Gastón Saavedra         |  | 4 cuerpos     | Florete          |  | Fraternidad    |  |
| 1961 | Prince Médicis |  | Ricardo Madariaga       |  | 1 cuerpos     | Prince D'or      |  | La Porteña     |  |
| 1962 | Teseo          |  | Ricardo Madariaga       |  | 1/2 pescuezo  | Le Tellier       |  | Taurida        |  |
| 1963 | Cencerro       |  | Héctor Pilar            |  | 5 cuerpos     | Forest Row       |  | C'est Si Bon   |  |
| 1964 | Par de Ases    |  | Fernando Toro           |  | 3 1/4 cuerpos | Paresa           |  | Dispareja      |  |
| 1965 | Malhoa         |  | Héctor Pilar            |  | 1 1/4 Cuerpo  | Monterrey        |  | Factually      |  |
| 1966 | Prólogo        |  | Carlos Astorga          |  | 2 Cuerpos     | Paresa           |  | Despejada      |  |
| 1967 | One Dollar     |  | Juan Amestelly          |  | 1 1/2 Cuerpos | Souepi           |  | Floral Hall    |  |
| 1968 | Contratodos    |  | Pedro Ulloa             |  | 10 Cuerpos    | Apolo            |  | Reluz          |  |

- En 1888 Wanderer corrió solo al retirarse sus 4 oponentes. Similar situación ocurrió con Skylark en 1901.
- El clásico no se corrió en 1887, ni entre los años 1889 y 1897, y tampoco en 1899.
- En 1923 se decretó un empate, dándose como vencedor a ambos caballos.

## Ganadores del Clásico St.Leger (Hipódromo Chile)
En Cursiva ganadores de la Triple Corona del Chile.
| Año  | Caballo             | Jinete             | Preparador             | Stud                     | Haras                  | Tiempo   | Distancia |
| ---- | ------------------- | ------------------ | ---------------------- | ------------------------ | ---------------------- | -------- | --------- |
| 1969 | Aroma               | Carlos Astorga     | Guillermo Sarmiento S. | Don Jacinto              | Los Lagos              | 2:22.88  | 2400 m    |
| 1970 | Burnakoff           | Pedro Ulloa        | Jorge Inda G.          | Ronnie                   | Chahuilco              | 2:24.25  | 2400 m    |
| 1971 | Marcus              | Desiderio Muñoz    | Óscar González G.      | Mahue                    | Santa Eladia           | 2:20.86  | 2400 m    |
| 1972 | El Rey              | Sergio Vásquez     | Augusto Breque E.      | Universitario            | Santa Isabel           | 2:20.21  | 2400 m    |
| 1973 | Peralén             | Sergio Azócar      | Delfín Bernal G.       | Lita                     | Santa Eladia           | 2:23.67  | 2400 m    |
| 1974 | Maracaibo           | Gustavo Lizama     | Enrique Vidal V.       | Choapa                   | Matancilla             | 2:22.84  | 2400 m    |
| 1975 | Piduco              | Juan Barraza       | Juan Melero Ch.        | Ignacio Urrutia de la S. | Villa Rosa             | 3:01.3/5 | 2800 m    |
| 1976 | Hal Wallis          | Carlos Rivera      | Carlos Tapia P.        | Doble G                  | Talquipén              | 3:13.1/5 | 3000 m    |
| 1977 | Melonero            | Sergio Vásquez     | Gustavo Pombo S.       | Gustavo Pombo S.         | Santa Isabel           | 3:11.3/5 | 3000 m    |
| 1978 | Racine              | Claudio Leighton   | Pedro Polanco B.       | Catalina                 | Santa Amelia           | 3:15.0/5 | 3000 m    |
| 1979 | Cayaqui             | Sergio Vera        | Luis Álvarez           | Coliguacho               | Santa Eladia           | 3:13.4/5 | 3000 m    |
| 1980 | Bongiorno           | Sergio Azócar      | Oliverio Martínez L.   | Don Aurelio              | Barro Blanco           | 3:18.3/5 | 3000 m    |
| 1981 | Panchicuy           | Sergio Vera        | Miguel Baeza G.        | Francisco Javier         | A. Labarca B.          | 3:10.4/5 | 3000 m    |
| 1982 | Mapalo              | Pedro Cerón        | Juan Zúñiga Q.         | Quena                    | Santa Amelia           | 2:44.4/5 | 2650 m    |
| 1983 | Joliment            | Sergio Vera        | Julio Castro A.        | César Antonio            | Tarapacá               | 2:20.93  | 2650 m    |
| 1983 | Momento             | Pedro Cerón        | Sergio Romero C.       | Lo Pinto                 | Curiche                | 2:20.22  | 2.200 m   |
| 1984 | Geólogo             | Sergio Vásquez     | Sergio Romero C.       | Katty                    | La Compañía            | 2:25.04  | 2.200 m   |
| 1985 | Baalbek             | Manuel Santos      | Francisco Castro C.    | Jockey                   | Siete Estrellas        | 2.17.40  | 2.200 m   |
| 1986 | Set Fool            | Claudio Leighton   | Sergio Romero C.       | San Francisco            | Figurón                | 2:21.03  | 2.200 m   |
| 1987 | Puro Toro           | Sergio Vásquez     | Carlos Benítez         | Roberto Carlos           | Oromo                  | 2:22.17  | 2.200 m   |
| 1988 | Better Look         | Héctor Berríos     | Jorge Inda G.          | Mundial                  | Figurón                | 2:23.71  | 2.200 m   |
| 1989 | Carpinello (Arg)    | Joao Castillo      | Carlos García V.       | Liliana                  | Criado en Argentina    | 2:18.04  | 2.200 m   |
| 1990 | Wolf                | Luis Muñoz         | José T. Allende F.     | Santa Amelia             | Santa Amelia           | 2:15.80  | 2.200 m   |
| 1991 | Básico              | Óscar Meneses      | Julio Romero C.        | Tutú                     | La Gloria              | 2:20.29  | 2.200 m   |
| 1992 | Barrio Chino        | Héctor Salazar     | Jorge Inda M.          | Santa Sara               | Figurón                | 2:19.90  | 2.200 m   |
| 1993 | Early Gray          | Héctor Salazar     | Jorge Inda G.          | Cinzia                   | Figurón                | 2:20.03  | 2.200 m   |
| 1994 | Crisol              | Sergio Vásquez     | Cristián Muñoz G.      | Majestad                 | San Luis de Futrono    | 2:16.48  | 2.200 m   |
| 1995 | Auguri              | Patricio Rivera    | Juan Cavieres A.       | Caserta                  | El Sheik               | 2:16.91  | 2.200 m   |
| 1996 | Golden Tribute      | Mauricio Figueroa  | Alfredo Bagú R.        | Agrícola Aboughazaleh    | Santa Olga             | 2:20.99  | 2.200 m   |
| 1997 | Fontanella Borghese | Héctor Barrera     | Alfredo Bagú R.        | Agrícola Aboughazaleh    | Figurón                | 2.24.78  | 2.200 m   |
| 1998 | Vasca Furia         | Anyelo Rivera      | Gabriel Melej R.       | San Andrés               | Porta Pía              | 2.21.84  | 2.200 m   |
| 1999 | Cremcaramel         | Luis Torres        | Guillermo Aguirre B.   | Las Camelias             | Figurón                | 2:17.61  | 2.200 m   |
| 2000 | Lido Palace         | Richard Castillo   | Alfredo Bagú R.        | Amerman Racing           | L.E. Gana              | 2:24.66  | 2.200 m   |
| 2001 | Trompolino          | Gustavo Barrera    | Sergio Asenjo T.       | Xeneixe                  | Don Alberto            | 2:24.72  | 2200 m    |
| 2002 | Blue Sea            | Luis Torres        | Domingo Matte D.       | Cinco Estrellas          | Carioca                | 2.18.21  | 2200 m    |
| 2003 | Isola Piu Bella     | Pedro Santos       | Alfredo Bagú R.        | Haras Sumaya             | Sumaya                 | 2:21.76  | 2200 m    |
| 2004 | Trotamondo          | Gonzalo Ulloa      | Patricio Baeza A.      | La Nonna                 | Don Alberto            | 2:23.48  | 2200 m    |
| 2005 | Feliz de la Vida    | Ányelo Rivera      | Carlos Conejeros A.    | Botafogo                 | Santa Olga             | 2:20.39  | 2.200 m   |
| 2006 | Don Dominguín       | Alberto Vásquez    | Claudio Saide A.       | Agrícola Santa Laura     | Mocito Guapo           | 2:22.98  | 2200 m    |
| 2007 | Kurbat              | Luis Torres        | José T. Allende F.     | Augustin                 | Santa Amelia           | 2:16.85  | 2200 m    |
| 2008 | Medici              | Gonzalo Ulloa      | Juan P. Baeza J.       | Haras Jockey             | Jockey                 | 2:18.08  | 2200 m    |
| 2009 | Cuán Linda          | Óscar Ulloa        | Antonio Abarca G.      | Carioca                  | Santa Olga             | 2:24.54  | 2200 m    |
| 2010 | Pedroso             | Gustavo Barrera    | Rafael Bernal T.       | Mascato                  | Mocito Guapo           | 2:22.18  | 2200 m    |
| 2011 | Amani               | Hernán E. Ulloa    | Marco Pavez O.         | Haras Sumaya             | Sumaya                 | 2:21.07  | 2200 m    |
| 2012 | Hakassan            | Alejandro Maureira | Juan P. Baeza J.       | El Arcángel              | Jockey                 | 2:24.27  | 2200 m    |
| 2013 | Lovely Ocean        | Óscar Ulloa        | Carlos Urbina H.       | Xeneixe                  | Porta Pía              | 2:18.01  | 2.200 m   |
| 2014 | Southern Cat        | Gonzalo Ulloa      | Juan C. Silva S.       | Por Ti Papá              | Paso Nevado            | 2:23.67  | 2200 m    |
| 2015 | Incentive Boy       | Gonzalo Ulloa      | Luis Urbina H.         | G.G.                     | Haras Futuro (Arg)     | 2:17.03  | 2200 m    |
| 2016 | Big Daddy           | Héctor I. Berríos  | Oliverio Martínez L.   | Viejo Perro              | Mocito Guapo           | 2:22.88  | 2200 m    |
| 2017 | Wow Cat             | Jorge A. González  | Carlos Urbina H.       | Vendaval                 | Paso Nevado            | 2:19.77  | 2200 m    |
| 2018 | Cariblanco          | Jaime Medina       | Amador Sánchez Q.      | Hermano Querido          | Santa Sara             | 2:20.97  | 2200 m    |
| 2019 | Coconut Bobby       | Jeremy Laprida     | Carlos Urbina H.       | Haras Convento Viejo     | Convento Viejo         | 2:22.22  | 2200 m    |
| 2020 | Caso Cerrado        | Rafael Cisternas   | Carlos Urbina H.       | Tío Chico                | Curiche                | 2:22.72  | 2200 m    |
| 2021 | Ñiquense            | Joaquín Herrera    | Juan P. Baeza J.       | Haras Don Alberto        | Don Alberto            | 2:22.47  | 2200 m    |
| 2022 | Fortino             | Óscar Ulloa        | Juan P. Baeza J.       | Haras Don Alberto        | Don Alberto            | 2:22.90  | 2200 m    |
| 2023 | Kay Army            | Óscar Ulloa        | Juan P. Baeza J.       | Identic                  | Agrícola Taomina Ltda. | 2:21.64  | 2200 m    |
| 2024 | The Goat            | Óscar Ulloa        | Juan P. Baeza J.       | Paola                    | Don Alberto            | 2:15.21  | 2200 m    |

(*) En 1983, se corrió dos veces este clásico, (marzo, ganador: Joliment - y diciembre, ganador: Momento), debido al cambio de fecha para así pasar a ser la 2.ª Etapa de la Triple Corona Nacional.

## Última edición
El sábado 7 de diciembre de 2024, se disputó una nueva versión del clásico St. Leger y se impuso en tiempo récord para la carrera, el ejemplar The Goat (hijo de Midshipman), derrotando por 1/2 cuerpo a Prende Con Agua, en tercer lugar Rodrerik, en cuarta posición llegó Gran Oriente y la tabla la cerró Ponteau. The Goat fue conducido por Óscar Ulloa, quien consigue su tercer triunfo en esta prueba, es preparado por Juan Pablo Baeza, pertenece al stud Paola y fue criado en el Haras Don Alberto.